# Dunia Montenegro
Dunia Montenegro (Río de Janeiro, 5 de julio de 1977) es una actriz porno, estríper, bailarina, modelo, directora de cine adultos y agente de actrices x brasileña, residente en España. Por su labor en el porno ha sido galardonada con varios premios por toda Europa y en el FICEB.

## Biografía
Durante su infancia y adolescencia destacó en el baile, el karate y la capoeira. En una actuación como bailarina en Río de Janeiro, Dunia llamó la atención de la directora de una compañía de baile que acabó invitándola para actuar en las islas Canarias. En 1996, y con 19 años, actuó en varios establecimientos turísticos y casinos de la isla.
En 2000 fundó su propia compañía de baile y obtuvo grandes éxitos por tres años consecutivos. En 2004 empezó a trabajar como stripper en varias salas del Viejo Continente.

### Carrera como actriz porno
Tiempo después decidió probar suerte en el porno y se mudó a Barcelona, donde debutó en septiembre de 2004 en la película Sexstyle (de la productora International Film Group) en una escena con Ramón Nomar y Andrea Moranty. Atrajo la atención de los profesionales de la industria y en rodar para Rocco Siffredi y protagonizar una película soft con la actriz Claudia Claire.
En diciembre de 2005 inauguró su página web y compaginaba los rodajes con sus propios contenidos audiovisuales. Ese mismo año, el primero como actriz porno, fue galardonada con el premio Ninfa a Mejor Actriz de Reparto Española en el FICEB, por su papel en Rocco En Barcelona. En abril de 2006 participó en la película más importante del año: Fashionistas II, dirigida por John Stagliano y protagonizada por Nacho Vidal, Belladona, Katsumi y Rocco Siffredi. Cuatro meses después inauguró la página web pornstarsspain.com, en la que se reunió a todas las actrices porno de España, proyecto innovador que se convirtió en la única agencia profesional orientada a la industria del entretenimiento adulto en España. En octubre volvió a ganar dos premios Ninfa en el FICEB por su «escena de sexo más original» en la película Café Diablo, junto a Max Cortés y Salma Nora.
En 2007 actuó en los premios Turia de Valencia, coprotagonizó dos películas porno(Mundo Perro y Talion), fue colaboradora habitual del programa Estat de xoc (Canal Català), presentado por Chiqui Martí y Pere Espinosa y fue la encargada de impartir las clases en la Universidad del sexo. En 2008 se convirtió en la imagen de la marca de videoportales 3gSex, junto a Nacho Vidal. Un año más tarde rodó una escena en Los Ángeles con el actor Lexington Steele para la película Milf Magnet Vol.4. También ha actuado en escenas de la página web Cumlouder.

## Premios
| Premiación                                                   | Año  | Resultado | Premio                                                       |
| ------------------------------------------------------------ | ---- | --------- | ------------------------------------------------------------ |
| Festival Internacional de Cine Erótico de Barcelona / FICEB. | 2005 | Ganadora  | Mejor actriz de reparto.                                     |
| Festival Internacional de Cine Erótico de Barcelona / FICEB. | 2006 | Ganadora  | Mejor diseño web erótica.                                    |
| Festival Internacional de Cine Erótico de Barcelona / FICEB. | 2006 | Ganadora  | Escena de Sexo Más Original, con Salma de Nora y Max Cortés. |
| Festival Internacional de Cine Erótico de Barcelona / FICEB. | 2007 | Ganadora  | Mejor Actriz de Reparto.                                     |
| Festival Internacional de Cine Erótico de Barcelona / FICEB. | 2008 | Ganadora  | NINFA: Mejor Actriz de Reparto Española.                     |
| Congreso ProPorn                                             | 2007 | Ganadora  | Mejor Actriz en Internet.                                    |
| Festival Erotika (Hungría).                                  | 2007 | Ganadora  | Mejor Espectáculo.                                           |
| Festival Internacional de Cine Erótico de Buenos Aires       | 2007 | Ganadora  | Mejor Actriz de Reparto.                                     |
| ProPorn                                                      | 2008 | Ganadora  | Actriz con Más Futuro en Internet.                           |
| XX Premios Turia                                             | 2011 | Ganadora  | Mejor Actriz Porno Europea.                                  |

## Otros medios

### Podcast
Comparte un podcast porno junto a Machuca (Burbuja X), en el cual comentan las diferentes noticias relacionadas con el mundo del porno.

### Televisión
Presentó junto a varias actrices porno, como Sophie Evans o Fayna Vergara, el concurso Nosolosexo (Canal Català).

### Cine
En 2008 hizo un cameo en la película 25 kilates, dirigida por Patxi Amezcua y, junto a Sophie Evans, hizo otro en la película Biutiful (2010), dirigida por Alejandro González Iñárritu y protoganizada por Javier Bardem.

## Apariciones
- Programas de televisión: Buenafuente, ¿Dónde estás corazón?, Aquí hay tomate, TNT, Cuatro TV, Playboy TV, Espejo Público, 21 días.
- Revistas: Interviú, Primera Línea, Eros Comix, Catálogo Thagson, Lib, Galicia Erótica, Penthouse, Siete, FHM, Fotogramas, Hot Video, la revista portuguesa TV 7 días, periódico 20 minutos, periódico argentino Clarín.
- Rodaje video musical con Nacho Vidal para Sexstyle.